# Heteropogon filicornis
Heteropogon filicornis är en tvåvingeart som först beskrevs av Friedrich Hermann Loew 1871.  Heteropogon filicornis ingår i släktet Heteropogon och familjen rovflugor. Inga underarter finns listade i Catalogue of Life.